# 9a etapa del Tour de França de 2016

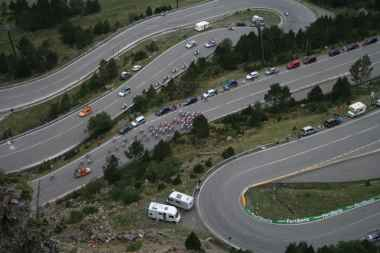
Pujada a Ordino

La 9a etapa del Tour de França de 2016 es disputà el diumenge 10 de juliol de 2016 sobre un recorregut de 184,5 km, amb sortida a Vielha i arribada a l'estació d'esquí d'Ordino-Arcalís.
Tom Dumoulin (Team Giant-Alpecin) fou el vencedor en solitari en l'arribada d'Andorra-Arcalís, seguit a poc més de mig minut per Rui Costa (Lampre-Merida) i Rafał Majka (Team Tinkoff). Christopher Froome (Team Sky) augmentà una mica les diferències respecte els principals rivals, mentre Alberto Contador (Team Tinkoff) es veié obligat a abandonar per culpa d'un procés febril.

## Recorregut
Etapa reina pirinenca, que recorre carreteres de l'Aran, Catalunya i Andorra. Amb sortida a Vielha, només sortir inicien l'ascensió a al port de la Bonaigua, de primera (km 19). El descens és llarg, fins a Sort, on comença la llarga ascensió al port del Cantó de primera (km 87,5). El descens durà els corredors a la Seu d'Urgell abans d'entrar al Principat d'Andorra. Els darrers 50 km són molt durs, amb tres ports de muntanya encadenats: l'alt de la Comella (km 143), de segona, la collada de Beixalís (km 157), de primera, i l'arribada a Andorra-Arcalís, de categoria especial i que corona a 2.240 msnm.

## Desenvolupament de l'etapa
Disputada des de bon començament a un ritme elevat, en l'ascensió al port de la Bonaigua es forma una nombrosa escapada amb 45 membres i Alejandro Valverde, Alberto Contador, Thomas De Gendt, Thibaut Pinot i Peter Sagan com a principals integrants. La meitat d'ells n pogueren seguir el ritme en l'ascensió, entre els quals hi havia Contador, afectat per un procés febril. Pinot coronà la Bonaigua en primera posició, amb 1' 20" sobre un Team Sky que iniciava la caça per la presència de Valverde entre els escapats. Quan Valverde es despenjà i fou neutralitzat l'escapada augmentà les diferències ràpidament fins a més de 10' ja dins Andorra. Mentrestant Contador abandonà la cursa. Sagan passà en primera posició per l'esprint d'Andorra la Vella (km 138) i amb l'inici de l'ascensió a la Comella l'escapada es trencà per un atac de De Gendt. En l'ascensió final a Andorra-Arcalís Tom Dumoulin fou el més fort i es presentà a la línia de meta amb 38" sobre Rui Costa i Rafał Majka enmig d'una forta tempesta. Entre els favorits hi hagué poques diferències i sols Joaquim Rodríguez o Valverde van perdre més de 20" sobre Froome.

## Resultats

### Classificació de l'etapa
| \| Classificació de l'etapa \| Classificació de l'etapa \| Classificació de l'etapa \| Classificació de l'etapa \| Classificació de l'etapa \| \| Corredor \| Corredor \| Equip \| Temps \| \| \| ------------------------ \| -------------------------- \| -------------------------- \| ------------------------ \| ------------------------ \| \| 1r \| Tom Dumoulin \| Giant-Alpecin \| 5h 16' 24" \| \| \| 2n \| Rui Alberto Faria da Costa \| Lampre-Merida \| + 38" \| \| \| 3r \| Rafał Majka \| Tinkoff \| + 38" \| \| \| 4t \| Daniel Navarro García \| Cofidis, Solutions Crédits \| + 1' 39" \| \| \| 5è \| Winner Anacona Gómez \| Movistar Team \| + 1' 57" \| \| \| 6è \| Thibaut Pinot \| FDJ \| + 2' 30" \| \| \| 7è \| George Bennett \| LottoNL-Jumbo \| + 2' 48" \| \| \| 8è \| Diego Rosa \| Astana \| + 2' 52" \| \| \| 9è \| Mathias Frank \| IAM Cycling \| + 3' 44" \| \| \| 10è \| Adam Yates \| Orica-BikeExchange \| + 6' 35" \| \| |                            |                            |            |
| |                            |                            |            |
| Font: ProCyclingStats |                            |                            |            |
| Classificació de l'etapa |                            |                            |            |
| Corredor | Corredor                   | Equip                      | Temps      |
| 1r | Tom Dumoulin               | Giant-Alpecin              | 5h 16' 24" |
| 2n | Rui Alberto Faria da Costa | Lampre-Merida              | + 38"      |
| 3r | Rafał Majka                | Tinkoff                    | + 38"      |
| 4t | Daniel Navarro García      | Cofidis, Solutions Crédits | + 1' 39"   |
| 5è | Winner Anacona Gómez       | Movistar Team              | + 1' 57"   |
| 6è | Thibaut Pinot              | FDJ                        | + 2' 30"   |
| 7è | George Bennett             | LottoNL-Jumbo              | + 2' 48"   |
| 8è | Diego Rosa                 | Astana                     | + 2' 52"   |
| 9è | Mathias Frank              | IAM Cycling                | + 3' 44"   |
| 10è | Adam Yates                 | Orica-BikeExchange         | + 6' 35"   |

### Punts atribuïts
| Esprint intermedi Andorra la Vella (km 138) |                         |                       |        |
| 1r                                          | Peter Sagan (SVK)       | Team Tinkoff          | 20 pts |
| 2n                                          | Thomas De Gendt (BEL)   | Lotto Soudal          | 17 pts |
| 3r                                          | Stef Clement (NED)      | IAM Cycling           | 15 pts |
| 4t                                          | Rafał Majka (POL)       | Team Tinkoff          | 13 pts |
| 5è                                          | Diego Rosa (ITA)        | Astana Qazaqstan Team | 11 pts |
| 6è                                          | Jesús Herrada (ESP)     | Movistar Team         | 10 pts |
| 7è                                          | Jérôme Coppel (FRA)     | IAM Cycling           | 9 pts  |
| 8è                                          | Alexis Vuillermoz (FRA) | AG2R La Mondiale      | 8 pts  |
| 9è                                          | Nicolas Edet (FRA)      | Cofidis               | 7 pts  |
| 10è                                         | Thibaut Pinot (FRA)     | FDJ                   | 6 pts  |
| 11è                                         | Tony Gallopin (FRA)     | Lotto Soudal          | 5 pts  |
| 12è                                         | Tom Dumoulin (NED)      | Team Giant-Alpecin    | 4 pts  |
| 13è                                         | Rui Costa (POR)         | Lampre-Merida         | 3 pts  |
| 14è                                         | Winner Anacona (COL)    | Movistar Team         | 2 pts  |
| 15è                                         | Daniel Navarro (ESP)    | Cofidis               | 1 pt   |

| Esprint final Andorra-Arcalís (km 184) |                          |                       |        |
| 1r                                     | Tom Dumoulin (NED)       | Team Giant-Alpecin    | 20 pts |
| 2n                                     | Rui Costa (POR)          | Lampre-Merida         | 17 pts |
| 3r                                     | Rafał Majka (POL)        | Team Tinkoff          | 15 pts |
| 4t                                     | Daniel Navarro (ESP)     | Cofidis               | 13 pts |
| 5è                                     | Winner Anacona (COL)     | Movistar Team         | 11 pts |
| 6è                                     | Thibaut Pinot (FRA)      | FDJ                   | 10 pts |
| 7è                                     | George Bennett (NZL)     | Team LottoNL-Jumbo    | 9 pts  |
| 8è                                     | Diego Rosa (ITA)         | Astana Qazaqstan Team | 8 pts  |
| 9è                                     | Mathias Frank (SUI)      | IAM Cycling           | 7 pts  |
| 10è                                    | Adam Yates (GBR)         | Orica-BikeExchange    | 6 pts  |
| 11è                                    | Christopher Froome (GBR) | Team Sky              | 5 pts  |
| 12è                                    | Nairo Quintana (COL)     | Movistar Team         | 4 pts  |
| 13è                                    | Richie Porte (AUS)       | BMC Racing Team       | 3 pts  |
| 14è                                    | Daniel Martin (IRL)      | Etixx-Quick Step      | 2 pts  |
| 15è                                    | Jesús Herrada (ESP)      | Movistar Team         | 1 pt   |

### Colls i cotes
| Port de la Bonaigua. 2.072m. km 19 1a categoria (13,7 km al 6,1%) |                       |                    |        |
| 1r                                                                | Thibaut Pinot (FRA)   | FDJ                | 10 pts |
| 2n                                                                | Thomas De Gendt (BEL) | Lotto Soudal       | 8 pts  |
| 3r                                                                | Rafał Majka (POL)     | Team Tinkoff       | 6 pts  |
| 4t                                                                | Stef Clement (NED)    | IAM Cycling        | 4 pts  |
| 5è                                                                | Jesús Herrada (ESP)   | Movistar Team      | 2 pts  |
| 6è                                                                | George Bennett (NZL)  | Team LottoNL-Jumbo | 1 pt   |

| Port del Cantó. 1.721m. km 87,5 1a categoria (19 km al 5,4%) |                         |                       |        |
| 1r                                                           | Thomas De Gendt (BEL)   | Lotto Soudal          | 10 pts |
| 2n                                                           | Thibaut Pinot (FRA)     | FDJ                   | 8 pts  |
| 3r                                                           | Rafał Majka (POL)       | Team Tinkoff          | 6 pts  |
| 4t                                                           | Diego Rosa (ITA)        | Astana Qazaqstan Team | 4 pts  |
| 5è                                                           | Stef Clement (NED)      | IAM Cycling           | 2 pts  |
| 6è                                                           | Alexis Vuillermoz (FRA) | AG2R La Mondiale      | 1 pt   |

| Alt de la Comella. 1.347m. km 143 2a categoria (4,2 km al 8,2%) |                       |                       |       |
| 1r                                                              | Thomas De Gendt (BEL) | Lotto Soudal          | 5 pts |
| 2n                                                              | Diego Rosa (ITA)      | Astana Qazaqstan Team | 3 pts |
| 3r                                                              | Thibaut Pinot (FRA)   | FDJ                   | 2 pts |
| 4t                                                              | Rafał Majka (POL)     | Team Tinkoff          | 1 pt  |

| Collada de Beixalís. 1.796m. km 157 1a categoria (6,4 km al 8,5%) |                      |                       |        |
| 1r                                                                | Thibaut Pinot (FRA)  | FDJ                   | 10 pts |
| 2n                                                                | Diego Rosa (ITA)     | Astana Qazaqstan Team | 8 pts  |
| 3r                                                                | George Bennett (NZL) | Team LottoNL-Jumbo    | 6 pts  |
| 4t                                                                | Mathias Frank (SUI)  | IAM Cycling           | 4 pts  |
| 5è                                                                | Winner Anacona (COL) | Movistar Team         | 2 pts  |
| 6è                                                                | Rafał Majka (POL)    | Team Tinkoff          | 1 pt   |

| Ordino-Arcalís. 2.240m. km 184,5 Categoria Especial (6,4 km al 8,5%) |                      |                       |        |
| 1r                                                                   | Tom Dumoulin (NED)   | Team Giant-Alpecin    | 50 pts |
| 2n                                                                   | Rui Costa (POR)      | Lampre-Merida         | 40 pts |
| 3r                                                                   | Rafał Majka (POL)    | Team Tinkoff          | 32 pts |
| 4t                                                                   | Daniel Navarro (ESP) | Cofidis               | 28 pts |
| 5è                                                                   | Winner Anacona (COL) | Movistar Team         | 24 pts |
| 6è                                                                   | Thibaut Pinot (FRA)  | FDJ                   | 20 pts |
| 7è                                                                   | George Bennett (NZL) | Team LottoNL-Jumbo    | 16 pts |
| 8è                                                                   | Diego Rosa (ITA)     | Astana Qazaqstan Team | 12 pts |
| 9è                                                                   | Mathias Frank (SUI)  | IAM Cycling           | 8 pts  |
| 10è                                                                  | Adam Yates (GBR)     | Orica-BikeExchange    | 4 pts  |

## Classificacions a la fi de l'etapa

### Classificació general
| \| Classificació general \| Classificació general \| Classificació general \| Classificació general \| Classificació general \| \| Corredor \| Corredor \| Equip \| Temps \| \| \| --------------------- \| --------------------------- \| --------------------- \| --------------------- \| --------------------- \| \| 1r \| Christopher Froome \| Team Sky \| 44h 36' 03" \| \| \| 2n \| Adam Yates \| Orica-BikeExchange \| + 16" \| \| \| 3r \| Daniel Martin \| Etixx-Quick Step \| + 19" \| \| \| 4t \| Nairo Quintana Rojas \| Movistar Team \| + 23" \| \| \| 5è \| Joaquim Rodríguez i Oliver \| Katusha \| + 37" \| \| \| 6è \| Romain Bardet \| AG2R La Mondiale \| + 44" \| \| \| 7è \| Bauke Mollema \| Trek-Segafredo \| + 44" \| \| \| 8è \| Sergio Henao Montoya \| Team Sky \| + 44" \| \| \| 9è \| Louis Meintjes \| Lampre-Merida \| + 55" \| \| \| 10è \| Alejandro Valverde Belmonte \| Movistar Team \| + 1' 01" \| \| |                             |                    |             |
| |                             |                    |             |
| Font: ProCyclingStats |                             |                    |             |
| Classificació general |                             |                    |             |
| Corredor | Corredor                    | Equip              | Temps       |
| 1r | Christopher Froome          | Team Sky           | 44h 36' 03" |
| 2n | Adam Yates                  | Orica-BikeExchange | + 16"       |
| 3r | Daniel Martin               | Etixx-Quick Step   | + 19"       |
| 4t | Nairo Quintana Rojas        | Movistar Team      | + 23"       |
| 5è | Joaquim Rodríguez i Oliver  | Katusha            | + 37"       |
| 6è | Romain Bardet               | AG2R La Mondiale   | + 44"       |
| 7è | Bauke Mollema               | Trek-Segafredo     | + 44"       |
| 8è | Sergio Henao Montoya        | Team Sky           | + 44"       |
| 9è | Louis Meintjes              | Lampre-Merida      | + 55"       |
| 10è | Alejandro Valverde Belmonte | Movistar Team      | + 1' 01"    |

### Classificació per punts
|   | Ciclista             | Equip          | Punts |
| - | -------------------- | -------------- | ----- |
| 1 | Mark Cavendish (GBR) | Dimension Data | 204   |
| 2 | Peter Sagan (SVK)    | Team Tinkoff   | 197   |
| 3 | Marcel Kittel (GER)  | Lotto Soudal   | 182   |

### Classificació de la muntanya
|   | Ciclista            | Equip              | Punts |
| - | ------------------- | ------------------ | ----- |
| 1 | Thibaut Pinot (FRA) | FDJ                | 80    |
| 2 | Rafał Majka (POL)   | Team Tinkoff       | 77    |
| 3 | Tom Dumoulin (NED)  | Team Giant-Alpecin | 50    |

### Classificació del millor jove
|   | Ciclista             | Equip              | Temps       |
| - | -------------------- | ------------------ | ----------- |
| 1 | Adam Yates (GBR)     | Orica-BikeExchange | 44h 36' 19" |
| 2 | Louis Meintjes (RSA) | Lampre-Merida      | + 39"       |
| 3 | Warren Barguil (FRA) | Team Giant-Alpecin | + 2' 35"    |

### Classificació per equips
|    | Equip           | Temps        |
| -- | --------------- | ------------ |
| 1r | Movistar Team   | 133h 49' 31" |
| 2n | Team Sky        | + 2' 26"     |
| 3r | BMC Racing Team | + 3' 28"     |

## Abandonaments
- 31 -  Alberto Contador (ESP) (Team Tinkoff): Abandona[3]
- 108 -  Mark Renshaw (AUS) (Dimension Data): Abandona
- 123 -  Matthieu Ladagnous (FRA) (FDJ): Abandona
- 125 -  Cédric Pineau (FRA) (FDJ): Abandona